# Яневич Орест
́Орест Янéвич (1875–1927) — український етнограф й історик.
Закінчив історико-філологічний факультет Київського університету. Учитель гімназій в Чернігові й Стародубі, згодом завідувач польського відділу Інституту білоруської культури в Мінську.
Статті з фольклору України та порівняльної етнографії, з історії (1863 рік на Білорусі і в Литві) тощо.